# پوموژانه (استان اشوی‌داشکسیه)
پوموژانه (به لهستانی: Pomorzany) یک منطقهٔ مسکونی در لهستان است که در گمینا کونگسکیه واقع شده‌است. پوموژانه ۲۷۰ نفر جمعیت دارد.